# Jugovska Reka
Jugovska Reka (bulgariska: Юговска Река) är ett vattendrag i Bulgarien.   Det ligger i regionen Plovdiv, i den centrala delen av landet, 150 km sydost om huvudstaden Sofia.
I omgivningarna runt Jugovska Reka växer i huvudsak blandskog. Runt Jugovska Reka är det glesbefolkat, med 15 invånare per kvadratkilometer.